# Орешть (Келераш)
Орешть, Орешті (рум. Orăști) — село у повіті Келераш в Румунії. Входить до складу комуни Фрумушань.
Село розташоване на відстані 19 км на південний схід від Бухареста, 84 км на захід від Келераші.

## Населення
За даними перепису населення 2002 року у селі проживали 274 особи, з них 273 особи (99,6%) румунів. Рідною мовою 273 особи (99,6%) назвали румунську.